# سامانتا ۳۱۴۷
سیارک ۳۱۴۷ (به انگلیسی: 3147 Samantha، نامگذاری:1976YU3) سه هزار و صد و چهل و هفتمین سیارک کشف شده‌است که در ۱۶ دسامبر ۱۹۷۶ کشف شد.
قدر مطلق سیارک برابر ۱۳٫۷۰ است.